# Generalul (film din 1926)
Generalul sau Mecanicul Generalei (titlul original: în engleză The General) este o comedie mută americană, realizată în 1926 și inspirată din The Great Locomotive Chase de William Pittenger. Acțiunea are loc în timpul războiului de Secesiune și se bazează pe cazul istoric real  din 12 aprilie 1862 denumit Raidul lui Andrews. Mecanicul de locomotivă Johnnie Gray pornește de unul singur în urmărirea locomotivei sale numită Generalul, care a fost răpită de câțiva spioni ai Statelor Nordice. Cu tenacitate și multă inventivitate, reușește să recupereze nu numai locomotiva ci și admirația iubitei sale Annabelle Lee.

## Conținut

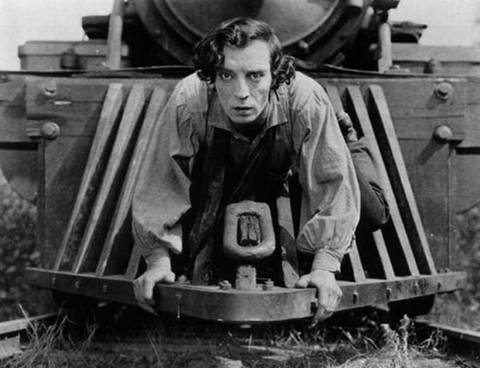
Johnnie călărind pe „apărătoarea” de vaci

## Distribuție
- Buster Keaton - Johnnie Gray
- Marion Mack - Annabelle Lee
- Glen Cavender - Anderson, căpitan al Uniunii
- Jim Farley - Generalul Thatcher
- Frederick Vroom - un general al Confederației
- Charles Henry Smith - tatăl lui Annabelle
- Frank Barnes - fratele lui Annabelle
- Joe Keaton - un General al Uniunii
- Mike Donlin - un General al Uniunii

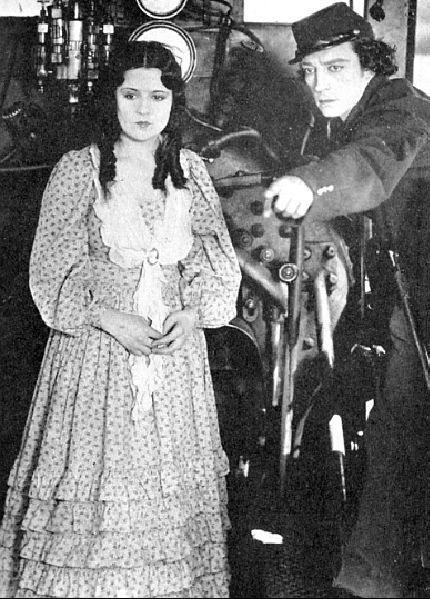
Johnnie și iubita sa Annabelle

- Tom Nawn - un General al Uniunii